# Vellmar-West
Vellmar-West ist der nach seiner Entstehung jüngste Ortsteil der Gemeinde Vellmar im nordhessischen Landkreis Kassel.

## Geographie
Der Ortsteil liegt viereinhalb Kilometer nordwestlich von Kassel und eineinhalb Kilometer südwestlich von Niedervellmar.
Die Bebauung des Vellmarer Stadtteils geht im Süden mit dem Kiefernweg in den Stadtteil Jungfernkopf der Großstadt Kassel über. Der nordöstliche Teil der Siedlung wird von der der Harleshäuser Kurve (RegioTram/Regionalbahn Kassel/Kurhessenbahn) begrenzt.
Im Westen wird der Stadtteil durch die von Obervellmar nach Kassel führende Landesstraße 3234 erschlossen, im Norden durch die Bundesstraße 7 und die Straße „Zum Feldlager“.
Im Norden liegt nördlich des Westfriedhofs an der Harleshäuser Kurve der Haltepunkt Vellmar-Osterberg/EKZ.

## Geschichte
Der Stadtteil entwickelte sich ab 1961 als Neubaugebiet. In den Jahren 1962/63 wurde die Siedlung Vellmar-West erschlossen und mit der Hessischen Heimstätte auf dem Gebiet der damaligen Gemeinde Niedervellmar unmittelbar an der Grenze zu Kassel erbaut.
Erste Häuser entstanden in der Jenaer Straße und in der Weimarer Straße sowie im Kiefernweg und Zum Feldlager.
Am 14. Juli 1967 wurde die Siedlung unter der Bezeichnung „Ortsteil West“ als neuer Ortsteil der Gemeinde Vellmar begründet. Seit 1. Dezember 1970 wird die Siedlung bis heute als „Vellmar-West“ benannt.
Der Vellmarer Stadtteil-West ist mit der wechselvollen Geschichte des früheren Kasseler Großunternehmens Henschel verbunden. Daran erinnert eine 1999 errichtete Bronze-Skulptur „Die Henschelaner“ von Karin Bohrmann-Roth, die in der Lüneburger Straße zu sehen ist.

## Infrastruktur
In Vellmar-West gibt es eine Kindertagesstätte, einen Hort, ein Bürgerhaus, die evangelische Johanneskirche Vellmar-West, einen Kinderspielplatz und das Familienbildungszentrum „Sternschnuppe“.
Anders als in den übrigen Stadtteilen besteht in Vellmar-West keine Grundschule. Die Kinder aus Teilen von Vellmar-West werden seit dem Schuljahr 1972/73 in Kassel in der Schule Jungfernkopf beschult. Die Stadt übernimmt die Aufgaben des Kreises als Schulträger für die Kinder aus dem Stadtteil Vellmar-West.